# 蕉赖皇冠城
蕉赖皇冠城镇，通称蕉赖皇冠城是马来西亚雪兰莪州乌鲁冷岳县蕉赖区和乌鲁冷岳区（皇冠城的北部区域）下辖的一个综合城镇，隶属于加影市议会。其南面为双溪龙。当地居民主要为华裔，占该城约8成人口。皇冠城内也设有一间商场，即为“皇冠城商场”，原为永旺所有但于2017年脱售并转型为社区商场。
占地336公顷的蕉赖皇冠城镇发展项目由金狮集团开发，涵盖排屋、独立式洋房、半独立式洋房、商店办公室、共管公寓、出租公寓、中央公园和各式便利设施，估计全镇共有12,000户居住单位。

## 交通

### 公路
蕉赖皇冠城可通过蕉赖加影大道高速公路的敦胡先翁交通枢纽出入口，经过皇冠城一道（Persiaran Mahkota Cheras 1）抵达，另一个主要通道则由双溪龙路转入皇冠城二道。兴建中的东巴生谷大道也将在皇冠城设立交通枢纽直达皇冠城一道。

### 铁路
距离蕉赖皇冠城最近的捷运站为加影线敦胡先翁站，并设有捷运接驳巴士服务（MRT feeder bus）来往两地。

### 兴建收费站争议
2007年6月时，前工程部长三美威鲁曾在国会表示中央政府将在6个月之后，开始在蕉赖皇冠城的主要通道（即蕉赖加影大道高速公路的出口处）建立收费站。从蕉赖皇冠城衔接至该高速公路只有约1.5公里的路程，因此也被居民和州议员欧阳捍华认为建设收费站是非常不合理的。
根据欧阳捍华，蕉赖皇冠城计划在1994年比蕉赖加影大道的工程更早获得加影市议会的批准，理论上来说高速公路运营公司（Grand Saga）不应该对使用蕉赖皇冠城主要通道出入的居民收费。另一方面，对面的敦胡先翁镇也可通往该高速公路，但却没有面对这些问题。他也质疑政府及工程部在这项计划存有双重标准。
2008年，蕉赖皇冠城唯一的出入口道路被蕉赖加影大道公司封锁，引起居民群起抗议。当年大批居民聚集在路口，拉横幅要求开路不果，之后便尝试将大道公司用来封路的石墩移开，结果突然有一群巫裔暴徒跑出来，像发疯一般拿着头盔铁条追打居民及记者，使事件最终演变成流血事件。虽然警方已接到消息到场观察，但最终还是无法阻止发生流血事件。

## 政治
蕉赖皇冠城属于万宜国会议席，该议席在马来西亚下议院的代表为来自希望联盟民主行动党的谢瑞詹。
同时，蕉赖皇冠城属于加影州议席，该议席在雪兰莪州议会的代表为来自希望联盟人民公正党的张睷洋。